# Mario Nakić
Mario Nakić (Belgrado, 14 juni 2001) is een Kroatisch-Servisch basketballer.

## Carrière
Nakić speelde in de jeugd van KK Zemun maar maakte in 2014 de overstap naar de jeugd van Real Madrid Baloncesto. Bij Madrid maakte hij zijn debuut in 2018. In het seizoen 2020/21 werd hij uitgeleend aan de Belgische eersteklasser BC Oostende en won met hen het landskampioen en de beker. Na het seizoen tekende bij bij de Spaanse eersteklasser BC Andorra. Van 2022 tot 2024 speelde hij twee seizoenen voor de Bosnische eersteklasser KK Igokea.
In de zomer van 2024 tekende hij bij de Servische eersteklasser KK Partizan.

## Privéleven
Zijn vader Ivo Nakić was ook een basketballer.

## Erelijst
- Belgisch landskampioen: 2021
- Belgische bekerwinnaar: 2021